# Premio Grace Murray Hopper
Aunque muchos premios se han añadido el apelativo Grace Murray Hopper desde su muerte en 1992, ha sido adjudicado por la Association for Computing Machinery (ACM) desde 1971.

## Destinatarios del premio
- 1971 Donald Knuth
- 1972 Paul Dirksen
- 1972 Paul Cress
- 1973 Lawrence Breed
- 1973 Richard Lathwell
- 1973 Roger Moore
- 1974 George Baird
- 1975 Allen Scherr
- 1976 Edward Shortliffe
- 1978 Raymond Kurzweil
- 1979 Stephen Wozniak
- 1980 Robert Metcalfe
- 1981 Dan Bricklin
- 1982 Brian K. Reid
- 1984 Daniel H.H. Ingalls
- 1985 Cordell Green
- 1986 William Joy
- 1987 John Ousterhout
- 1988 Guy Steele
- 1989 W. Daniel Hillis
- 1990 Richard Stallman
- 1991 Feng hsiung Hsu
- 1993 Bjarne Stroustrup
- 1996 Shafrira Goldwasser
- 1999 Wen-mei Hwu
- 2000 Lydia Kavraki
- 2001 George Necula
- 2002 Ramakrishnan Srikant
- 2003 Stephen Keckler
- 2004 Jennifer Rexford
- 2005 Omer Reingold
- 2006 Daniel Klein
- 2007 Vern Paxson
- 2008 Dawson Engler
- 2009 Tim Roughgarden
- 2010 Craig Gentry
- 2011 Luis von Ahn
- 2012 Martin Casado y Dina Katabi
- 2013 Pedro Felipe Felzenszwalb
- 2014 Sylvia Ratnasamy
- 2015 Brent Waters
- 2016 Jeffrey Heer
- 2017 Amanda Randles
- 2018 Constantinos Daskalakis y Michael J. Freedman

Ningún premio fue adjudicado en los años 1977, 1983, 1992, 1995, 1997 y 1998.
- Datos: Q1541081
- Multimedia: Laureates of the Grace Murray Hopper Award / Q1541081